# Wallfahrtskapelle (Geiselwies)
Die Wallfahrtskapelle in Geiselwies ist ein Marien-Wallfahrtsort bzw. eine ehemalige Bründl-Wallfahrt.

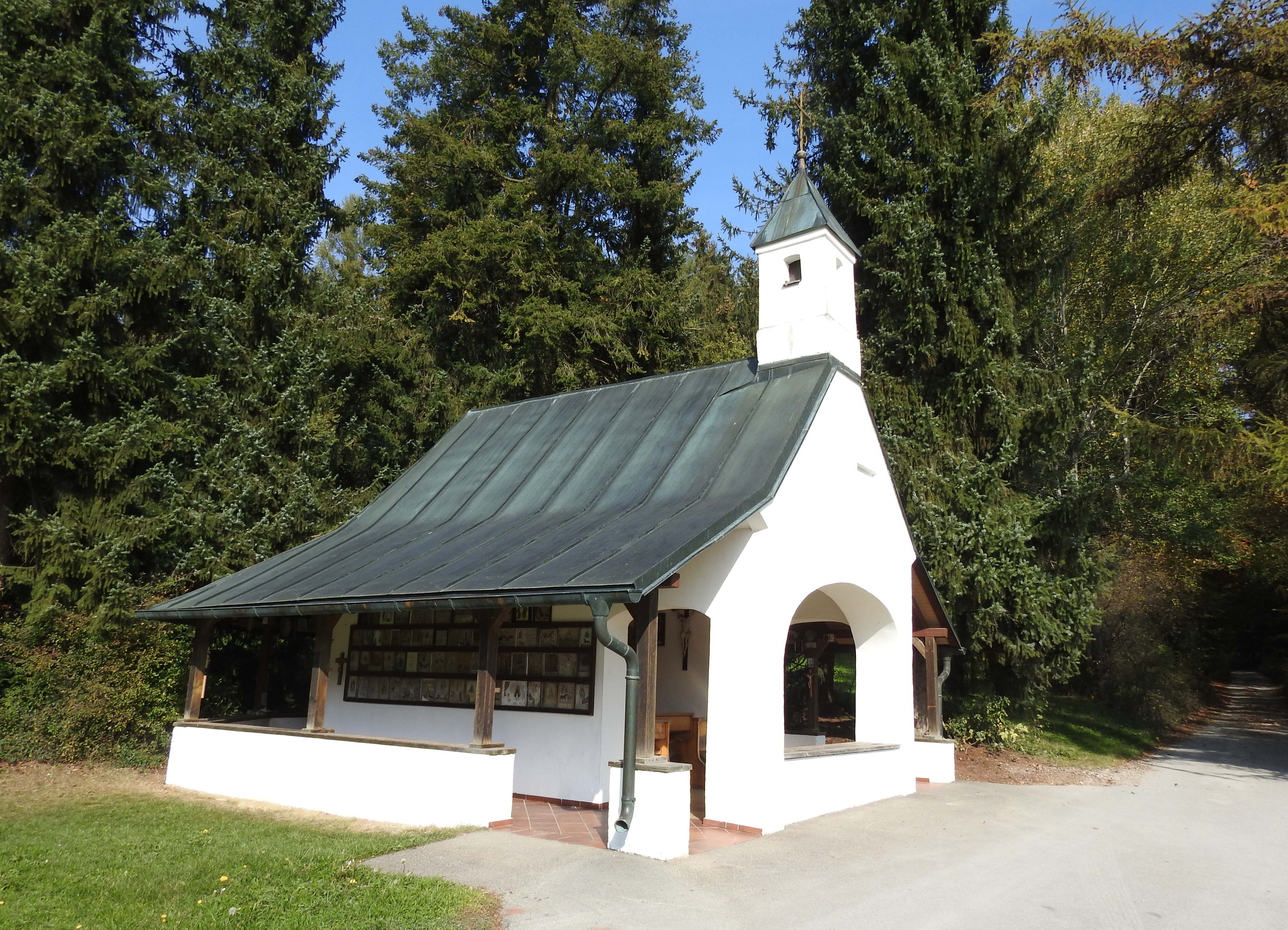
Geiselwieskapelle

Die Geiselwies-Kapelle liegt am Schnittpunkt der Wege zwischen Sixtnitgern, Langengern und Sittenbach auf einer großen Waldlichtung im Gemeindegebiet Odelzhausen (Landkreis Dachau in Bayern). Es ist umstritten, ob der Name auf eine frühere Wallfahrt zum gegeißelten Heiland zurückzuführen ist oder vom Flurnamen „Gaisiwiz“ = Wiese des Georg Seitzen abgeleitet wurde.

## Geschichte
Seit 1738 pilgern Gläubige nach Geiselwies. Mitte des 18. Jahrhunderts (um 1750), ist die erste Wallfahrtsmadonna von Pfaffenhofen an der Glonn in die Kapelle transferiert worden. Nachdem die Wallfahrt Maria Stern zu Taxa während der Säkularisation zerstört worden war, erlebte die Wallfahrt nach Geiselwies ab 1802 einen größeren Aufschwung.

## Ausstattung
Hinter dem vergitterten Altarraum befindet sich eine Muttergottesstatue. Im Andachtsraum stehen sechs Kirchenbänke. Zwei Wandfresken zeigen „Jesus wird gegeißelt“ (Geißelwies) und „Jesus begegnet auf dem Kreuzweg seiner Mutter“ (Marienkapelle).